# Barrona williamsi
Barrona williamsi – gatunek kosarza z podrzędu Laniatores i rodziny Manaosbiidae. Jedyny znany przedstawiciel monotypowego rodzaju Barrona. Pierwotnie rodzaj umieszczony był w Gonyleptidae, skąd został przeniesiony w 1997 roku przez A. B. Kury'ego.

## Występowanie
Gatunek jest endemiczny dla Panamy.